# Куененг
Куененг (на английски: Kweneng; също Квененг) е област в Южна Ботсвана. Неин административен център е Молепололе, разположен на 50 километра северозападно от Габороне, столицата на Ботсвана. Освен Молепололе, който е с население над 65 000 души, други големи селища са Могодитшейн, Тамага, Габане и др. Площта на Куенег е 31 100 квадратни километра, а населението е 367 900 души (по изчисления за август 2018 г.). Областта се дели на две подобласти: източна и западна.